# Kovja

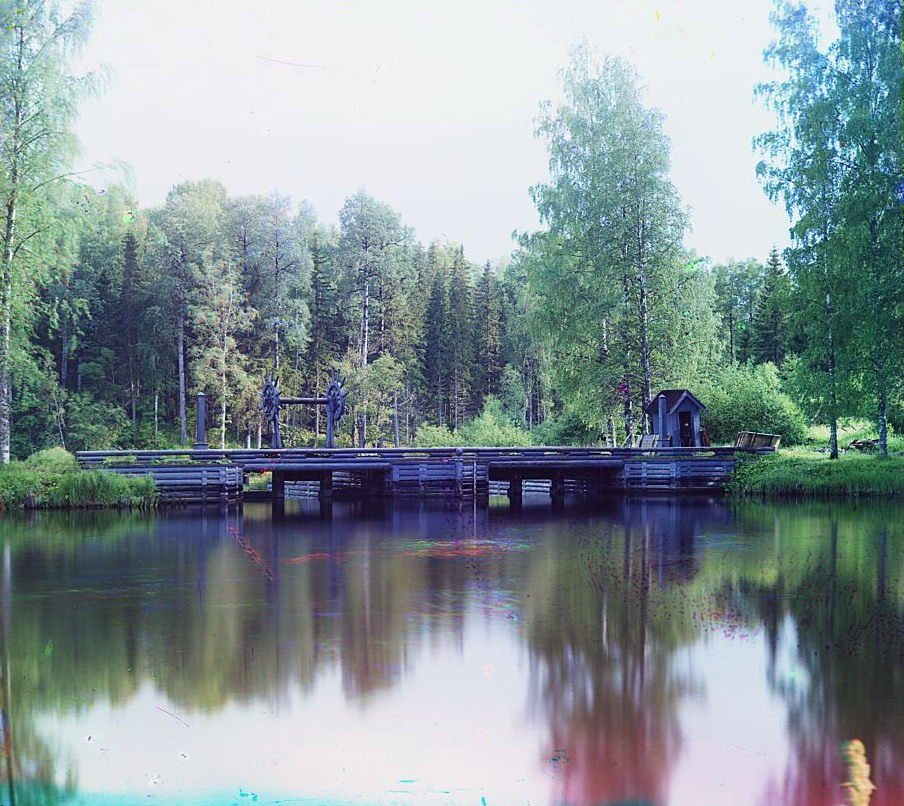
Le débouché du lac de Kovja en 1909 (photographie couleur de Sergueï Prokoudine-Gorski).

La rivière Kovja (Ковжа) est une rivière de 86 km dans l'oblast de Vologda au nord de la Russie. Elle se jette dans le lac Beloïe et appartient au bassin de la Volga (bassin aralo-caspien).
Elle prend sa source dans le lac de Kovja, au nord-ouest de l'oblast de Vologda. Son cours est rapide, pendant les dix premiers kilomètres. Elle rejoint, près du village d'Alexandrovskoïe, le canal de la Volga à la Baltique (la voie navigable Volga-Baltique) et se jette dans le lac Beloïe. Un canal (bief de partage), le canal Mariinsky, la relie à la Vytegra  (bassin de la Baltique).
Son bassin est de 5 000 km2.